# Euprenolepis negrosensis
Euprenolepis negrosensis (лат.) — вид муравьёв подсемейства формицины (Formicinae, Plagiolepidini). Юго-Восточная Азия: Борнео (Сабах), Филиппины
.

## Описание
Мелкие земляные муравьи (длина рабочих и самцов около 4 мм, самки — более 8 мм) коричневого цвета. Заднегрудка округлая без проподеальных шипиков. Усики длинные, у самок и рабочих 12-члениковые (у самцов усики состоят из 13 сегментов). Скапус усиков очень длинный, более чем вдвое превосходит длину головы. Жвалы рабочих с 5-6 зубцами. Нижнечелюстные щупики 3-члениковые, нижнегубные щупики состоят из 4 сегментов. Голени средних и задних ног с одной апикальной шпорой. Стебелёк между грудкой и брюшком состоит из одного сегмента (петиоль)
.